# Daiya no Ace
Daiya no Ace (japonès: ダイヤのA, hepburn: Daiya no Ēsu, lit. ‘As de diamants’) és un manga shōnen de beisbol escrit i il·lustrat per Yūji Terajima i publicat per Kodansha. Fou serialitzat pel Weekly Shōnen Magazine des de 2006. En 2008, As de Diamants rebé el Shogakukan Manga Awards per la categoria shonen. Aliat amb un receptor d'elit, el llançador Sawamura Sakai deixa el seu institut de província per anar a l'institut del receptor.